# Linea 18 (metropolitana di Parigi)
La linea 18 (in francese ligne 18) è una linea della metropolitana di Parigi, attualmente in costruzione, che servirà i sobborghi sud-occidentali della città di Parigi, nei dipartimenti di Essonne e Yvelines. Realizzata come parte del Grand Paris Express, sarà aperta in tre fasi tra il 2026 e il 2030.

## Storia
Il 6 marzo 2013 il primo ministro Jean-Marc Ayrault presentò pubblicamente la nuova versione del Grand Paris Express, nella quale la linea verde della precedente versione del 2011 venne rinominata linea 17 e il percorso troncato a Versailles-Chantiers. Il 28 marzo 2017 la costruzione della linea venne dichiarata di pubblica utilità.
I lavori di costruzione della sezione tra Aéroport d'Orly e Massy-Palaiseau furono avviati nel 2020. Il completamento della tratta Massy-Palaiseau–CEA Saint-Aubin è previsto per il 2026, quello della tratta Massy-Palaiseau–Aéroport d'Orly per il 2027 e quello della tratta CEA Saint-Aubin–Versailles-Chantiers per il 2030.